# Batalha de Dos Ríos
A Batalha de Dos Ríos foi um enfrentamento militar entre rebeldes independentistas cubanos e as forças do Exército colonial espanhol durante a Guerra da Independência de Cuba. Nesta batalha, tombou em combate o líder rebelde cubano José Martí.

## Expedição Martí-Gómez
Às 10:00 da manhã do dia 11 de abril, conseguem desembarcar em Playitas de Cajobabo (jurisdição de Baracoa), seis expedicionários: José Martí, Máximo Gómez, Francisco Borrero, Ángel Guerra, César Salgas e Marcos do Rosario. Todos eles estão presentes no combate de Dos Ríos, excepto o expedicionário e Brigadeiro Ángel Guerra, quem no dia 7 de maio em La Güira, acampamento do Tenente-Coronel Quintín Bandeiras, separa-se para assumir o comando da brigada de Holguín.

## Trajecto da expedição Martí-Gómez

### Jurisdição de Baracoa
Na tarde do dia 13 de abril a expedição Gómez-Martí, acampados na gruta de Juan Ramírez, recebe a dois cubanos de parte do comandante Félix Ruenes, chefe das forças insurgidas em Baracoa, colocando-se às suas ordens. Com os mesmos mensageiros marcam encontro para Félix Ruenes para amanhã em Vega Batea (Martí escreve Sao do Nejesial).
Na manhã do dia 25, as forças cubanas dirigidas pelo General José Maceo chegam ao Arroyo Hondo , e executam um combate contra as forças espanholas ao comando do Coronel Juan Copello, evitando que o inimigo tivesse interceptado e capturado a expedição Gómez- Martí. O General José Maceo com suas forças, acompanha aos expedicionários até Vuelta Corta, acampamento do General Pedro Pérez, onde chegam no dia 27. No dia 1º de maio em Vuelta Corta, uniu-se à expedição Gómez-Martí, temporariamente, uma segunda escolta de 20 homens sob o comando do General José Maceo.

### Combate do Arroyo Hondo, jurisdição de Guantánamo
Ao amanhecer do dia 14, os expedicionários abandonam a gruta com um prático. Na espesura do monte, no rancho de Miguel Tavera, chegam às 4:00 da tarde, onde se encontra o acampamento da guerrilha de 50 homens armados ao comando do comandante Félix Ruenes. No dia 16 de abril, os expedicionários, acompanhados pelo comandante Ruenes e sua guerrilha, avançam para El Jobo, para perto da casa de José Piñeda Reis. No dia 18 de abril na manhã, os expedicionários despedem-se da guerrilha mambisa e do comandante Ruenes, que lhes cede uma escolta de 6 homens.

### Reunião da Mejorana, jurisdição de Santiago de Cuba
No dia 5 de maio, os expedicionários e sua escolta, são interceptados pelo Major-General Antonio Maceo, que os acompanha ao engenho La Mejorana, onde o dono lhes convida a um almoço. No portal, Martí, Gómez e Maceo, iniciam uma reunião, que continua num quarto, quanto à estrutura do futuro Governo e do Exército, e lembraram a campanha de invasão.
No dia 6 de maio, antes de partirem em direção a Bayamo, tropeçaram em um dos postos avançados de seu acampamento e conseguiram entrar nele. Martí e Gómez foram recebidos e aplaudidos por aqueles 2.000 soldados, com entusiasmo e respeito. Duas horas depois, os expedicionários continuaram a marcha, com uma escolta de 50 homens, sob o comando do comandante José Cefí Salas, facilitados por Antonio Maceo.
No dia 9 de maio, em Altagracia de Venero, juntaram-se temporariamente a eles o Coronel José Miro Argenter, Rafael Manduley e uma escolta de holguineros.
No dia 10 de maio, às margens da lagoa Travesía, perto de Cauto, juntaram-se a eles o Tenente-Coronel Francisco Bellito Blanco, o Capitão Francisco Pérez e o Capitão Rafael Pacheco das forças de Jiguaní.
No dia 11 de maio, às margens da lagoa Travesía, perto de Cauto, o Coronel José Miro, Manduley e sua escolta dirigiram-se para Holguín, deixando Martí e Gómez com sete homens das forças de Holguín.

### Zona do Rio Contramaestre
No dia 12 de maio, os expedicionários e sua escolta hospedaram-se na casa de José Rosalía Pacheco, entre Dos Ríos e La Bija; e depois seguem pela orla do rio Contramaestre, acampando em La Jatía.
No dia 13 de maio, Martí e Gómez, com sua escolta, retornam às pastagens de ontem, seguindo Cauto acima, cruzando o Contramaestre, para finalmente acampar nas fazendas abandonadas do Capitão Rafael Pacheco, onde permanecem até 18 de maio.
O General Gómez tinha confidências de que um grande comboio acabava de chegar a Palma Soriano, guardado por uma forte coluna sob o comando do Coronel José Jiménez de Sandoval, e que mais tarde continuaria até Ventas de Casanova, para abastecer todos aquela linha de fortes. Escolheu 30 cavaleiros (40 segundo Martí) para a referida operação, deixando Martí com o resto das forças encarregadas do acampamento, onde teve que permanecer à espera do General Masó.
No dia 17 de maio, Gómez separou-se de Martí, com os 30 cavaleiros em direção a Ventas de Casanova, enquanto Martí permaneceu com uma escolta de doze homens, sob o comando do Tenente Chacón, com três guardas em cada uma das três estradas.
No dia 18 de maio, o Major-General Masó com suas forças de Bayamo e Manzanillo chegou a La Bija, onde a prefeita Rosalía Pacheco lhe informou que Martí estava na casa de seu irmão Rafael, e partiram em busca dele. O Mestre estava na casa da família Rosa e escoltado por seis homens. Masó decidiu deslocar as suas forças para Vuelta Grande, do outro lado do rio Contramaestre, para onde Martí também iria com a sua escolta, após enviar uma mensagem a Gómez.

### Carta a Manuel Mercado
No dia 18, José Martí conversou com o Major-General Masó, talvez depois de interromper a carta que deveriam enviar ao seu amigo Manuel Mercado, que, para além dos assuntos pessoais, expressava o perigo da ocupação militar norte-americana em Cuba, desde 1895.

## Trajecto das forças espanholas
Em sua ordem geral de 16 de abril de 1895, o Capitão-Geral Arsenio Martínez Campos estabeleceu três distritos militares para o departamento oriental, um dos quais dirigido pelo General-de-Divisão Juan Salcedo y Manilla de los Ríos, comandante-geral das tropas espanholas estacionadas em Santiago de Cuba.
Em 15 de abril de 1895, o coronel espanhol José Jiménez de Sandoval - que chegou a Santiago de Cuba em 5 de abril - recebeu o comando da 2ª Meia-Brigada, da 1ª Brigada, 2ª Divisão, e as primeiras tropas sob seu comando foram três companhias do 2º Batalhão Peninsular e um esquadrão de cavalaria do Regimento Hernán Cortés.
O coronel espanhol Ximénez de Sandoval deixa as operações na região de San Luis. No dia 2 de maio, ao ser anunciado que Maceo com uma força de 200 homens bem armados havia passado para um lugar chamado La Yaya e se presumia que pretendia atacar Palma Soriano, o Major-General Juan Salcedo Mantilla de los Ríos comunicou ao General Gasco ao ordenar ao Coronel Ximénez de Sandoval que retirasse uma coluna e guerrilha das operações para Palma Soriano.
Em Palma Soriano, o Coronel Ximénez de Sandoval e o seu segundo, o Tenente Coronel Manuel Michelena Moreno (chefe do 2º Btl), tinham o seu estado-maior e 2º (quatro companhias), o 5º (uma companhia) e o 9º (uma companhia, peninsulares) batalhões de infantaria, e o regimento de cavalaria Hernán Cortés, que no total somavam cerca de 800 homens.
No dia 18 de maio, as forças de Sandoval chegaram a Remanganaguas sem serem incomodadas pelas tropas de Gómez, que receberam comunicação de Martí sobre a chegada de Masó.

## Batalha de Dos Ríos

### Condições prévias
No dia 19, Máximo Gómez apareceu pela manhã no acampamento de Vuelta Grande e cumprimentou Martí e Masó com um abraço. Passaram um tempo de verdadeiro entusiasmo, a chegada do General Gómez produziu intensa alegria no acampamento de Vuelta Grande. As tropas, previamente formadas, explodiram em vivas entusiasmados por Cuba e Martí, pelo próprio Gómez, Bartolomé Masó, pelos demais generais presentes e por Antonio Maceo. Depois, restabelecido o silêncio, o Generalíssimo falou primeiro à tropa, que o fez com aquela eloquência militar, sóbria e enérgica que lhe era característica, seguido do General Masó, e por último falou Martí, que “falou com verdadeiro ardor e espírito guerreiro".
No mesmo dia 19, às 4 horas da manhã, o Coronel Sandoval mandou tocar a alvorada e formou sua coluna. Sandoval, pelos relatórios que conseguiu recolher, sabe que existem grupos de insurgentes nas redondezas e que na direção de La Vuelta Grande existia algum núcleo importante. Ele inicia sua marcha com grande discrição ao longo da margem esquerda do Contramaestre.
Ao chegar a Limones, atravessam o rio e continuam pela estrada de Remanganaguas a Dos Ríos, ou seja, à direita de Contramaestre. Pouco depois, a vanguarda, cavaleiros do esquadrão de cavalaria Hernán Cortés, capturou o camponês canário Carlos Chacón da fazenda La Vuelta Grande. Levado à presença do chefe da coluna, inicialmente, ao ser questionado, Chacón negou ligações com os mambises. Mas, ao encontrar um papel em que José Martí ou Máximo Gómez anotavam alguns bens como roupas e alimentos, para poder comprá-los na loja de José Falancón, em Ventas de Casanova, e também dinheiro, suavizou-se e confessou que ele atuava como mensageiro procurando as mercadorias. Segundo Ximénez de Sandoval, foi assim que soube que “Martí, Máximo Gómez, Maso e Francisco Borrero estavam entre Vuelta Grande e Dos Ríos com cerca de setecentos homens montados”.
Segundo Ximénez de Sandoval, ao chegar à fazenda La Bija, na região de Dos Ríos, sua vanguarda travou duas ou três vezes tiroteios com pequenos grupos montados dos cubanos. Por volta das 11h45 da manhã, ele ordenou que a marcha parasse. Perto dali ficava a casa do agricultor José Rosalía Pacheco (prefeito da região). Sandoval ordenou acampar e almoçar ligeiramente, e diante de um possível contato com as forças mambises, dispôs suas forças em defesa circular, possuindo duas defesas naturais contra a cavalaria, um flanco no rio Contramaestre e outro flanco no bosque.

### Alarme e trajecto das forças cubanas
Durante o almoço no acampamento de Vuelta Grande, Máximo Gómez recebe a notícia do Tenente Álvarez, que no caminho ouviu alguns tiros disparados contra uma patrulha cubana (sob o comando do Capitão Ramos?) perseguida pela vanguarda inimiga.
No acampamento de Vuelta Grande o total de forças do exército libertador mais próximo da realidade é entre 400 e 450 homens, ttendo em conta os 350 homens das forças (2º Corpo) do MG. Bartolomé Masó, 50 homens da escolta (1º Corpo) do Comandante José Cefí Salas, cinco expedicionários (MG. Máximo Gómez, MG. José Marti, MG. Francisco Borrero, Alférez César Salgas, Marcos do Rosario), seis homens (1º Corpo) das forças de Ruenes, cinco homens das forças de Jiguaní  (TC. Francisco Blanco com dois filhos, o Capitão José Rafael Pacheco, Capitão Francisco Pérez) e sete homens das forças de Holguín.
Máximo Gómez enviou dois regimentos bayameses (Hatuey e Figueredo) para se posicionarem nas estradas de Jiguaní e Cauto, respectivamente, para proteger sua retaguarda. Com os demais, Gómez marchou em direção ao passo de Santa Úrsula, onde sua vanguarda, um esquadrão do regimento Gua, foi desviada rio acima ao não conseguir cruzá-lo. Gómez, Martí, Maso e Borrero com cerca de 150 homens cruzaram-no lentamente, mas quando apenas cerca de 60 homens tinham atravessado, Gómez ordenou que a marcha continuasse.

### Combate

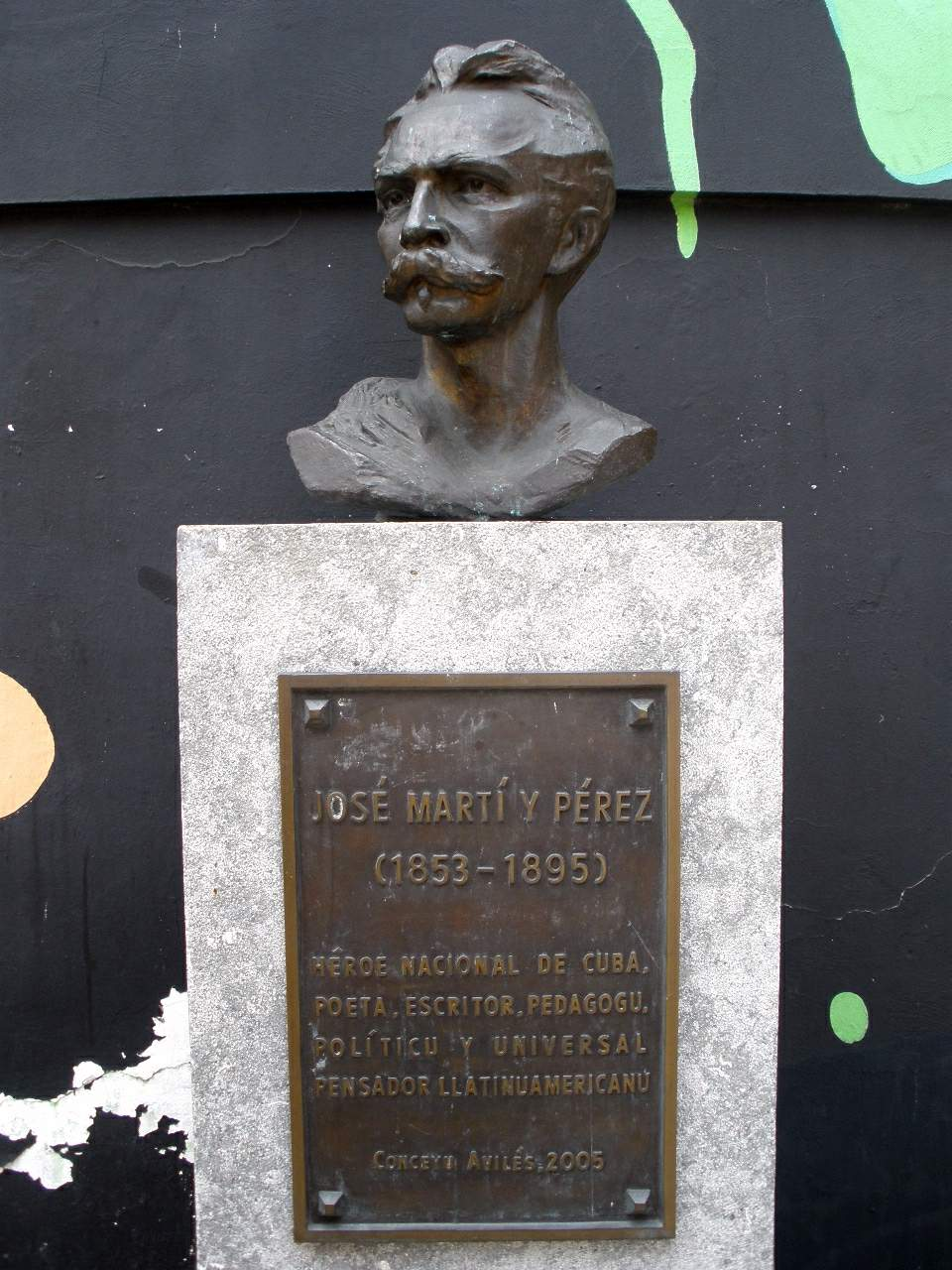
Busto de José Martí em Avilés, nas Astúrias.

A primeira carga ocorreu no meridiano das 12h30. Gómez afirma ter aniquilado 40 (ele eventualmente corrigiu para 33 e depois 7) homens da vanguarda espanhola, mas Sandoval nega que o grupo avançado fosse de 40 homens, ou melhor, havia 12 soldados e um sargento, que foram surpreendidos pelo ataque rápido e incomum, do qual caíram 3-4 soldados, enquanto muitos outros ficaram feridos, e os restantes recuaram para a sua companhia, que contra-atacou, e com as duas companhias à sua direita conteve o ataque principal.
Definido o local de ataque dos mambises, Sandoval reforçou a estreita frente defensiva na estrada com uma terceira companhia, além da esquadra de cavalaria. Gómez, Borrero e Maso atacaram sem sucesso de três pontos diferentes, enquanto Martí recebeu ordem de permanecer ali. Parece que Martí, diante dos violentos combates que se testemunhavam e dos ataques ineficazes contra as linhas inimigas, avançou em direção ao inimigo, dizendo ao assistente do General Masó, Ángel de la Guardia: - Vamos à carga, meu jovem.
Iniciando uma corrida louca com o revólver em punho, seguido por Ángel de la Guardia. Parece que com este gesto tentou, num ataque de valor, provocar uma reacção favorável às armas cubanas. Martí entra em uma zona dominada por uma companhia espanhola, postada perto do rio Contramaestre, que abre fogo, matando o cavalo de La Guardia e ferindo o de Martí, que cai ferido no rosto. Após o fracasso da tentativa de carregar o corpo de Martí, La Guardia recua, informando Gómez do infortúnio.
A queda de Martí situa-se às 1:00 passado o meridiano. Gómez ordena a retirada das forças cubanas em direção ao passo de Santa Úrsula, e a partir daí cercar a área de combate e poder interceptar a coluna espanhola.
Terminado o combate, Sandoval envia uma seção da cavalaria Hernán Cortés e três companhias de infantaria para fazer o reconhecimento do beco da montanha em direção a Dos Ríos, onde os cubanos recuaram. Depois de percorrer três quartos de légua, observaram os mambises, divididos em três grupos, dirigindo-se ao rio Contramaestre, sem deixar batedores para vigiar os movimentos da coluna espanhola. Depois de examinar a documentação e identificar o corpo de José Martí, ele não teve dúvidas de quem se tratava. Rapidamente ordenou que o cadáver fosse salvaguardado e partisse para Remanganaguas, e não poupou esforços para garantir que o cadáver não caísse nas mãos dos insurgentes. O corpo de Martí foi colocado sobre o cavalo do prisioneiro Chacón.
O resultado do combate foi a derrota das forças insurgentes do Major-General Máximo Gómez, contra o coronel espanhol José Ximenez de Sandoval.

### Tentativas de resgatar o corpo de José Martí
Posteriormente, os cubanos tentaram recuperar o corpo de Martí, mas as forças oponentes eram muito fortes e repeliram o ataque. José Martí foi finalmente sepultado em Santiago de Cuba em 27 de maio de 1895.